# Ablerus lepidus
Ablerus lepidus är en stekelart som först beskrevs av De Santis 1974.  Ablerus lepidus ingår i släktet Ablerus och familjen växtlussteklar. Inga underarter finns listade i Catalogue of Life.